# Rakinvuori
Rakinvuori är en kulle i Finland. Den ligger i Fredrikshamn och landskapet Kymmenedalen, i den södra delen av landet, 130 km öster om huvudstaden Helsingfors. Toppen på Rakinvuori är 31 meter över havet.
Terrängen runt Rakinvuori är mycket platt. Havet är nära Rakinvuori åt sydväst.  Närmaste större samhälle är Fredrikshamn, 7,1 km nordväst om Rakinvuori. 